# Pénzes asszony kerestetik
A Pénzes asszony kerestetik (eredeti cím: A New Leaf, alternatív cím: Férj válaszúton) 1971-ben bemutatott romantikus vígjáték. Elaine May nem csak az egyik főszereplője a filmnek, hanem írója és rendezője is (ez a film az első rendezése). Elaine May konzultált Dr. Dominick Basile botanikus professzorral (Columbia University), a filmben előforduló növénytani szövegeket ő írta. Dr. Basile biztosított néhány botanikai berendezést, amik a filmben láthatók és Elaine May az övéről másolta le a filmben szereplő irodát, amit Henrietta használ.
Magyarországi bemutató: 1972. augusztus 31.
A film már a bemutatója idején kritikai sikert aratott. Több rangos filmes díjra való jelölés ellenére gyengén teljesített a pénztáraknál, így a potenciális nézők közül méltatlanul kevesen hallottak róla.

## Cselekménye
|  | Alább a cselekmény részletei következnek! |

Henry Graham teljesen tönkrement: örökségének vége, mert folyamatosan többet költött, mint amennyit a tőkéje (200 000 dollár) kamatozott, és ezt csak akkor veszi észre, amikor már késő. Egy fillérje sem maradt, csak a piros, kétajtós sportautója, egy Ferrari (ami minden alkalommal elromlik, és amit fehér bukósisakban vezet) és a modern műtárgyakkal berendezett lakása. Ezeket azonban nem akarja eladni. Csodálkozva és kissé értetlenül hallgatja bankárját, aki azt próbálja elmagyarázni neki, hogy a számlája kimerült, ezért többé nem fogadják el a csekkjeit.
Harold, Henry Graham komornyikja azt tanácsolja neki, hogy vagy legyen öngyilkos, vagy vegyen el egy gazdag nőt. Henry az utóbbit választja. Ehhez azonban idő kell, és addig is élnie kell valamiből, ezért pénzéhes Harry nagybácsijától 50 000 dollár kér kölcsön. A nagybácsi hat hétre ad pénzt, azzal a feltétellel, hogy hat héten belül vissza kell fizetnie a pénzt, vagy hat hét után ennek a tízszeresét kell visszafizetnie. Harry tehát kétségbeejtő helyzetben van. Sem tehetsége, sem szakértelme nincs semmihez (később kiderül, hogy történelem-szakot végzett az egyetemen).
Öt heti próbálkozás után még nem találta meg a megfelelő partnert a házasságra, azonban egy alkalommal felbukkan az ideális jelölt, egy elhunyt iparmágnás egyedülálló, gazdag örököse, aki ráadásul ügyefogyott és csak a botanika érdekli. Ő Henrietta Lowell, aki csak azt szeretné elérni az életben, hogy egy ismeretlen növényt fedezhessen fel, amit ő nevez majd el.
Még azon a héten szombaton nyélbe ütik a házasságot, bár Andrew McPherson, Henrietta Lowell ügyvédje (aki elkényelmesedett gazdag ügyfele mellett) megpróbálja lebeszélni Henriettát a házasságról, még a nagybácsi és Henry közötti kölcsönszerződés másolatát is megszerzi, hogy azzal bizonyítsa Henry tisztességtelen szándékait. Henrietta azonban nem hallgat rá, bár Henry őszintén feltárja, hogy valóban a végső kétségbeesés szélére jutott.
Az ifjú házasok először Henrietta házába mennek, ahol nagyszámú léhűtő áll „alkalmazásban” csillagászati fizetésekért, amiért szinte alig tesznek valamit. Henry az egész társaságot kirúgja (a kertész kivételével) és új alkalmazottakat vesz fel. A kertésztől műtrágyákról és mérgekről érdeklődik, kiderül azonban, hogy itt vegyszermentes a kertészet. Henry egy méregtannal foglalkozó könyvet tanulmányoz. Később kiderül, hogy az alkalmazottakat nem is Henrietta vette fel, hanem a házvezetőnő, akit viszont az ügyvéd vett fel. Amikor elmennek az ügyvédhez panaszkodni az elbocsátásuk miatt, ő lebeszéli őket a jogi úttól, mivel évekig irreálisan magas fizetéseket kaptak.
Henrietta, aki az egyetemen botanikát tanít, mert ez a szenvedélye, egyik nap örömmel újságolja, hogy a nászutuk alatt gyűjtött egyik páfrány egy addig ismeretlen növény, aminek ő Henry nevét adta. Henryt a dolog láthatóan kibillenti az egyensúlyából, amikor megtudja, hogy egyféle „halhatatlanságot” ért el (a tudományos könyvek lábjegyzeteiben).
Henrietta javaslatára (aki növényeket akar gyűjteni) kettesben vadvízi evezésre mennek. Ez Henrynek kapóra jön, mert abban reménykedik, hogy baleset történik Henriettával és ezzel megszabadul ettől az idegesítő nőszemélytől. Amikor csónakjuk beborul a hideg vízbe, és Henrietta azt mondja, hogy nem tud úszni, úgy tűnik, eljött a kedvező alkalom. Henry tempósan kiúszik a partra, amíg Henrietta egy ágba kapaszkodik. Henry lassan leveszi mindkét cipőjét, majd azt tanácsolja Henriettának, hogy vegyen mély levegőt és engedje el az ágat. Amikor azonban a nőt elsodorja a vadul áramló víz, észreveszi a parton azt a páfrányt, ami az ő nevét viseli, beugrik a vízbe a nő után, és kimenti. Úgy látszik, mégsem akarja, hogy Henrietta meghaljon.
|  | Itt a vége a cselekmény részletezésének! |

## Szereplők
| Szerep                            | Színész          | Magyar hang    |
| --------------------------------- | ---------------- | -------------- |
| Henry Graham                      | Walter Matthau   | Szilágyi Tibor |
| Henrietta Lowell                  | Elaine May       | Murányi Tünde  |
| Harold, Graham komornyikja        | George Rose      |                |
| Andrew McPherson, Lowell ügyvédje | Jack Weston      |                |
| Beckett                           | William Redfield |                |
| Harry nagybácsi                   | James Coco       |                |
| Gloria Cunliffe                   | Rose Arrick      |                |
| Mrs. Heinrich                     | Mildred Clinton  |                |
| Frank                             | Jess Osuna       |                |

## Fogadtatás
A filmet jól fogadták a kritikusok. Roger Ebert, a neves filmkritikus 4 csillagot adott a lehetséges 4-ből, és azt mondta róla: „túláradóan vidám, különös és melegszívű”.
A The New York Times kritikusa, Vincent Canby szerint: „gyönyörű és gyengéden bolondos film, ami az amerikai film legalább két hagyományát eleveníti fel”

## Díjak, jelölések
A filmet 1971-ben három díjra is jelölték, de egyiket sem kapta meg:
- Golden Globe-díj Legjobb komédia vagy musical kategóriában – elvesztette a Hegedűs a háztetőnnel szemben
- Golden Globe-díj Legjobb színésznő (komédia vagy musical) kategóriában Elaine May számára – elvesztette Twiggy-vel szemben (The Boy Friend, 1971)
- Writers Guild of America díj a legjobb adaptált vígjátéknak másik médiából Elaine May számára – elvesztette John Paxtonnal szemben (Kotch, 1971)

## Alternatív befejezés és vágás
Miután Elaine May már tíz hónapot töltött a vágással és nem volt hajlandó megmutatni az eredményt a Paramount Picturesnek, Robert Evans producer elvette tőle a kópiát és újravágta a filmet. Elaine May változata a pletykák szerint 180 perces volt, és tartalmazott egy mellékszálat, amiben Henry a ház könyvelésében felfedezi, hogy Henriettát zsarolta az ügyvédje, McPherson és egy másik szereplő (akit William Hickey játszott) kétséges bizonyítékok alapján. Henry mindkettőt megmérgezi. Ez a bűn terheli Henry lelkét, aki ezek után a házasságát büntetésként fogja fel.
Evans a filmet 102 percesre rövidítette, a mellékszálat teljesen kihagyva. May dühös volt a jelentős vágás miatt és megpróbálta eltávolítani a nevét a stáblistáról, de sem ez, sem a Paramount perlése nem sikerült neki (amiben azt szerette volna elérni, hogy nem mutassák be a rövidített filmet).
Roger Ebert filmkritikus ehhez azt tette hozzá: „May kisasszony a hírek szerint elégedetlen volt a bemutatott verzióval; újságírói értesülések szerint az eredeti ennél egy órával hosszabb volt és két gyilkosságot tartalmazott. Matthau, akinek jobban tetszett a bemutatott változat, azt javasolta, hogy az író-rendező-főszereplők talán jobb, ha hagyják, hogy másvalaki végezze a film vágását. Talán így helyes. Általánosságban elfogult vagyok a rendezők irányában ebben a kérdésben.”
Vincent Canby kritikus megjegyzi a The New York Timesban: „mivel nem láttam May kisasszony változatát, a film, amivel találkoztam, minden rendezőnek dicséretére szolgálna, de elméleti síkon May kisasszonynak igaza van. Ha minden stúdió figyelmen kívül hagyná a rendezők elképzeléseit, sok esetben kevésbé lenne vidám a végeredmény.”

## A film készítése
A filmet nagyrészt Maine államban és Oakland Gardensben forgatták (Queens, New York City).
Az Aries Productions és az Elkins Productions International Corporation közös vállalkozásában készült. Ez utóbbinak még egy produkciója volt, az 1973-as Judy Garland  film, A Doll's House (Babaház).

### Pénzügyi kérdések
A film eredeti költségvetése 1,8 millió dollár volt, ez jelentősen túllépte a 4 millió dolláros végösszeggel. A forgatás 40 nappal volt hosszabb a tervezettnél, a vágás több mint 10 hónapot vett igénybe.
A forgatás alatt Howard W. Koch producer megpróbálta Elaine Mayt eltávolítani, de az ő szerződésében volt egy 200 000 dolláros kártérítés kilátásba helyezve erre az esetre, így erre nem került sor.

## Fordítás
Ez a szócikk részben vagy egészben  az   A New Leaf című angol Wikipédia-szócikk fordításán alapul.  Az eredeti cikk szerkesztőit annak laptörténete sorolja fel. Ez a jelzés csupán a megfogalmazás eredetét és a szerzői jogokat jelzi, nem szolgál a cikkben szereplő információk forrásmegjelöléseként.